# إريك فون شميت
إريك فون شميت (بالإنجليزية: Eric Von Schmidt)‏ هو عازف قيثارة ورسام توضيحي ومغني ورسام وكاتب أغاني ومغن مؤلف أمريكي، ولد في 28 مايو 1931 في ويستبورت (كونيتيكت) في الولايات المتحدة، وتوفي في 2 فبراير 2007 في فيرفيلد في الولايات المتحدة بسبب سكتة.

## وصلات خارجية
- إريك فون شميت على موقع ميوزك برينز (الإنجليزية)
- إريك فون شميت على موقع أول ميوزيك (الإنجليزية)
- إريك فون شميت على موقع ديسكوغز (الإنجليزية)